# 競合 (法律)
競合論（德語：Lehre von den Konkurrenzen；競合，即同時發生之義）是大陸法系刑法理論的一部分，其所處理的問題是，當一人之行為違反多項法律時，各犯罪事實之間的關係。
競合論分別處理單項犯罪與多項犯罪。單項犯罪（德語：Tateinheit）是指，單項行為違反多個罪名。多項犯罪（德語：Tatmehrheit）是指，多項行為違反多個罪名，或多項行為違反單個罪名多次。前者各項罪名發生想像競合；而後者之中，各項罪名則發生實質競合。
若受評價的行為符合一些法條的文義範疇，但由於這些法條與其他法條之間的優劣關係，而使這些法條無從適用，則稱這些無法適用的法條所規定之罪名與能適用的罪名之間發生「法條競合」，這並不是多個罪名同時適用的情形，因此不是真正的競合情形。

## 單項犯罪與多項犯罪
單項犯罪的競合情況為想像競合，即因法律概念（德語：idee,ideal；想像、觀念）在現實之中的外延出現重合而使多條法條同時適用，通常依據吸收原則擇一重罪論處。多項犯罪的競合情況為實質競合，即多條法條真實應當同時適用，通常依據加重原則而數罪併罰。但若採累加原則，則將宣告刑簡單累加執行。

### 想像競合
若行為人的單項行為，符合多個罪名相關法條之要求，且這些法條之間沒有優先適用的關係（即所謂單項行為「法條競合」），於此案皆得適用，則這些罪名之間成立想像競合。
對於想像競合之情形，德國、日本刑法都以明文規定，單項行為僅得以最重一罪論處。中華人民共和國刑法未以明文規定該項規則，但依然以此為司法實務中的重要原則。

### 實質競合
若行為人的多項行為分別符合多個罪名相關法條之要求，且這些法條所規定的罪名之間並沒有組成事前或事後的不可罰關係（即所謂多項行為的「法條競合」），於此案皆得適用，則這些罪名之間實質競合。
對於實質競合之情形，德國、日本、中華民國、中華人民共和國刑法均作出了明文規定。歷史上，日本刑法曾規定了一種特殊的的實質競合方式，是為連續犯，即連續多項行為犯同一罪名時，並不以多項犯罪而論，因此並不以數罪併罰的形式加重刑罰。但該法律在1947年已廢止，如今，此類情況按數罪併罰處理。
例如，根據中華人民共和國刑法，若收買被拐賣婦女之後，又強行與之發生性關係，則行為人做出了兩項行為，前一行為符合了「收买被拐卖的妇女、儿童罪」規定，後一行為符合了「强奸罪」規定。兩法條並無優劣關係，兩法條所定義的兩種犯罪行為之間亦無必然的包含關係，兩法條均得適用，全案形成多項行為；同時，前一行為並不是後一行為的預備行為，後一行為又對受害人造成新的損害，因此兩行為均非不可罰的行為；可知兩罪之間不形成所謂「法條競合」。依據兩法條對犯罪行為的分別定義，整個犯罪過程分為兩項行為，兩項行為各自獨立，分別出於不同的意圖。由此兩項犯罪均成立，形成實質競合，以數罪併罰處斷。需要注意，為了避免在司法實踐中以「法條競合」解釋相關法條，法律明文規定，對於「收买被拐卖的妇女、儿童罪」，與被拐賣婦女強行發生性關係的，不作為該罪的行為的一部分，而作為另一行為，另按「强奸罪」進行評價，排除了在裁決中认定前罪吸收後罪的可能性；并且，法律亦明文規定，两罪一旦成立，則須數罪併罰，排除了在裁決中認定後罪的行為相對於前罪是不可罰的事後行為的可能性。

## 單項行為與多項行為
不論是「通常語意下的單一行為」、或是「自然單項行為」、又或是「法定單項行為」，凡能組成其中一者，則稱全事件為一單項行為（德語：Handlungseinheit）。若非如此，則該事件含有多項行為（德語：Handlungsmehrheit）。

### 通常語意下的單一行為
若行為人僅有通常語意下的單一意圖，並為此付諸行動，則將該行動定義為通常語意下的單一行為（德語：Handlung im natürlichen Sinne）。例如殺人者意圖殺死受害人，因此對受害人開槍。其間他亦傷害受害人身體、損壞受害人衣物，皆視作殺人這一單一行為所含的中間階段。

### 自然單項行為
通常語意下的多個行為，在法律評價之中，可能合併為一則自然單項行為（德語：natürliche Handlungseinheit）。
若行為人的多個針對於多人的行為，是在單次事件中，以一致的意圖做出的，沒有針對於每一受害人的分別考量，則雖在通常語意下，行為人已做出多個行為，但這些行為在法律評價之中合併為一個自然單項行為。

### 法定單項行為
多個自然單項行為，根據法律規定，可能合併為一則法定單項行為（德語：juristische (rechtliche) Handlungseinheit）。
比如一些罪名依法律規定就是多行為、長期、複合的，那麼其中的全部自然單項行為就依法律定義而組成一個整體的法定單項行為。行為人因由這一次法定單項行為僅受一次處罰。

## 「法條競合」
「法條競合」並不是真正的競合情形，而是指，行為人之行為在形式上符合多條法條各自之文字要求，但法條之間具有優先關係。因此僅應擇一最優先法條適用，不須處理多條法條同時適用之情形。

### 單項行為

#### 特別性原則
特別性原則是指，更具體的法條（特別規定）較更一般、更通常的法條具有更高的優先層級。
例如，根據德國刑法，「入室盜竊」較之於「盜竊」更加具體，是其特別規定。
例如，根據中華人民共和國刑法，「挪用公款罪」是「挪用資金罪」的特殊情況。若「挪用資金罪」的行為人是國有單位相關人員的，則以「挪用公款罪」論處。「挪用公款罪」相較於「挪用資金罪」為特別規定。又如，「放火罪」、「决水罪」、「爆炸罪」、「投放危险物质罪」是「以危险方法危害公共安全罪」的特別規定。

#### 輔助性原則
輔助性原則是指，輔助性、補充性法條（輔助規定）僅僅在無任何其他法條適用時方得適用。
例如，根據根據中華人民共和國刑法，「过失致人死亡罪」條款受「本法另有规定的，依照规定」語句限制，因而僅在其他條款不適用時適用。舉例而言，若行為人可以「工程重大安全事故罪」論處，則不再適用於「过失致人死亡罪」條款。不論重大安全事故是否致人死亡，都不再以「过失致人死亡罪」評價行為人致人死亡的行為，僅餘下「工程重大安全事故罪」相關的一項行為。「过失致人死亡罪」是其他刑事規定的輔助規定。

#### 吸收
若凡因某一行為犯某一罪時，亦總是將在形式上因另一行為而犯另一罪，且前者所訂之刑罰可替代後者所訂之刑罰，則前者法條優先適用。此時只評價前者所定義之行為，以前者為依歸定罪。亦即，前者所定義之行為吸收（德語：Konsumtion）了後者所定義之行為。
例如，根據德國刑法，「未經許可使用車輛」吸收了「盜竊」或「侵佔」汽油。「入室盜竊」吸收了「侵入」。

### 多項行為
多項行為分別構成多項犯罪時，一般應數罪併罰，但在特殊情況中，一些罪名可以從數罪併罰中去除：
- 主要行為的預備行為，且該行為已經與主要行為一道處罰，即事前不可罰行為（德語：mitbestrafte Vortat）
- 主要行為的後續行為，且該行為已經與主要行為一道處罰，即事後不可罰行為（德語：mitbestrafte Nachtat）

#### 事前不可罰行為
當行為人已因主要行為已定罪受罰，為達成該行為而做出的預備行為不再定罪、不再單獨可罰。
德國刑法為此做出了明文規定。 而日本刑法則將這一情形歸入牽連犯的一種情形，即將事前的不可罰行為視作主要行為的手段，而不予單獨宣告。

#### 事後不可罰行為
若行為人在完成主要行為後又做出新的犯罪行為，且
- 新的犯罪行為是為了保護、利用先前犯罪行為所帶來的利益，且
- 侵害同一法律主體，且
- 沒有對這一受害的法律主體造成新的損失之時，

新的犯罪行為不再定罪、不再單獨可罰。
日本刑法則將這一情形歸入牽連犯的另一種情形，即將事後的不可罰行為視作主要行為的結果的一部分.

## 延伸閱讀
- 克勞斯·羅可辛: Strafrecht. Allgemeiner Teil. Band II: Besondere Erscheinungsformen der Straftat. Beck, München 2003. ISBN 3-406-43868-7, S. 795–882.
- Johannes Wessels（德语：Johannes Wessels (Jurist)）, Werner Beulke（德语：Werner Beulke）: Strafrecht. Allgemeiner Teil: Die Straftat und ihr Aufbau. 37. Auflage. Müller, Heidelberg 2007. ISBN 978-3-8114-9221-9.